# I’ll Sing You a Song of the Islands
I’ll Sing You a Song of the Islands – kompilacyjny album muzyczny piosenkarza Binga Crosby’ego zawierający utwory o tematyce hawajskiej, wydany w 1972 roku przez wytwórnię Coral Records. Utwory przedstawione na tym albumie pojawiły się na wcześniejszych albumach artysty, takich jak: Favorite Hawaiian Songs (1940) czy Blue Hawaii (1956).

## Lista utworów
| Nr | Tytuł                           | Rok nagrania |
| A1 | „Song Of The Islands”           | 1936         |
| A2 | „Aloha Oe”                      | 1936         |
| A3 | „South Sea Island Magic”        | 1936         |
| A4 | „Hawaiian Paradise”             | 1936         |
| A5 | „Dancing Under The Stars”       | 1937         |
| A6 | „Palace In Paradise”            | 1937         |
| B1 | „When You Dream About Hawaii”   | 1937         |
| B2 | „Sweet Hawaiian Chimes”         | 1938         |
| B3 | „Song Of Old Hawaii”            | 1940         |
| B4 | „Aloha Kuu Ipo Aloha”           | 1940         |
| B5 | „Paradise Isle”                 | 1940         |
| B6 | „Sing Me A Song Of The Islands” | 1942         |